# Prosimulium tiksiense
Prosimulium tiksiense är en tvåvingeart som beskrevs av Yankovsky 1996. Prosimulium tiksiense ingår i släktet Prosimulium och familjen knott. Inga underarter finns listade i Catalogue of Life.